# スズメダイ亜科
スズメダイ亜科(スズメダイあか、Chrominae) は、スズメダイ科の亜科の一つ。

## 属
スズメダイ亜科は、以下の4属に分類される。
- Azurina ササスズメダイ属 D.S. Jordan & McGregor, 1898
- Chromis スズメダイ属 Cuvier, 1814
- Dascyllus ミスジリュウキュウスズメダイ属 Cuvier, 1829
- Pycnochromis ヒメスズメダイ属 Fowler, 1941